# 阿莱奇峰
阿莱奇峰 （德語：Aletschhorn；4,193米（13,757英尺））是瑞士伯尔尼山的一座山，坐落于被联合国教育、科学及文化组织评为世界遗产的阿莱奇自然保护区。它与山脚下的阿莱奇冰川分享部分名称。
阿莱奇峰，是伯尔尼山第二高峰，仅次于芬斯特拉峰，是唯一一个完全位于瓦莱州的高峰。它是与分隔脊平行的山脉最终点，并且在其主峰的高度上超过它。因此，它的主要范围位于伯尔尼山和彭尼内山之间，它与比奇峰处于被群峰环绕的中心位置。阿莱奇峰常被认为可以看到阿尔卑斯群峰最精美的全景。

## 攀登路线
东北脊 
- 难度：PD+
- 起点：Mittelaletschbiwak（3,013米）
- 山谷：菲施 (瓦莱州)（1,049米）

西南脊
- 难度：AD, II
- 起点：上阿莱奇小屋（德语：Oberaletschhütte） (2,640 m)
- 山谷：纳特尔斯（1,322 米）